# Onnasjärvi (östra)
Onnasjärvi och Onnasjärvi (västra) eller Onnasjärvet är sjöar i Finland. De ligger i kommunen Enontekis i landskapet Lappland, i den norra delen av landet, 900 km norr om huvudstaden Helsingfors. Onnasjärvi ligger 340 meter över havet. Arean är 22,7 hektar och strandlinjen är 2 kilometer lång. Sjön  ingår i Kemi älvs huvudavrinningsområde.   Omgivningarna runt Onnasjärvi är i huvudsak ett öppet busklandskap.